# Caorso
Caorso (emilián nyelven Caùrs) település Olaszországban, Emilia-Romagna régióban, Piacenza megyében. Lakosainak száma 4707 fő (2023. január 1.). Caorso Caselle Landi, Castelnuovo Bocca d’Adda, Cortemaggiore, Monticelli d’Ongina, Piacenza, Pontenure és San Pietro in Cerro községekkel határos.

## Népesség
A település népessége az elmúlt években az alábbi módon változott:
| Lakosok száma | 4752 | 4736 | 4707 |
|               | 2017 | 2018 | 2023 |